# Amephana variegata
Amephana variegata là một loài bướm đêm trong họ Noctuidae.